# Valentino (merk)

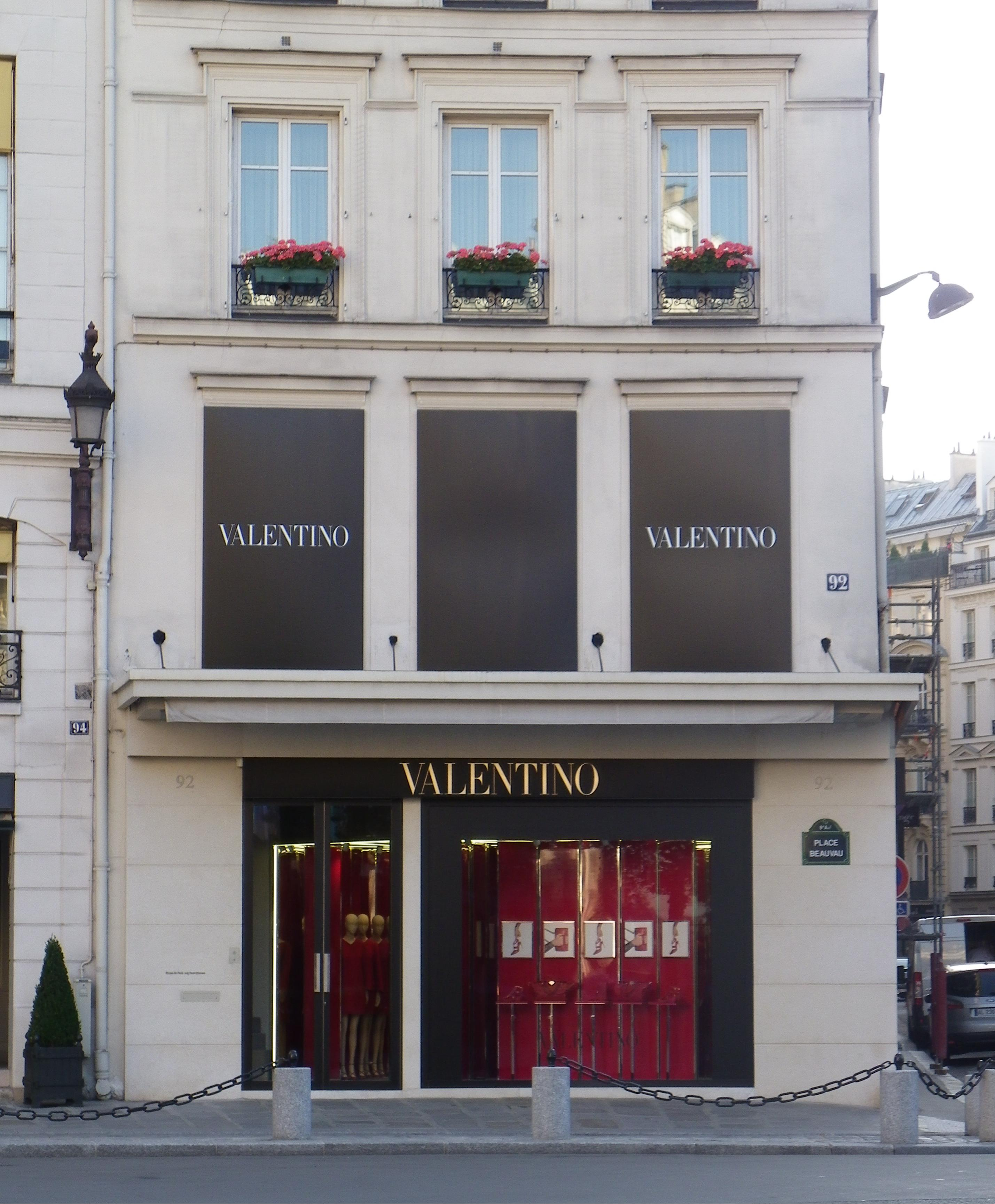
Boutique Valentino in Parijs

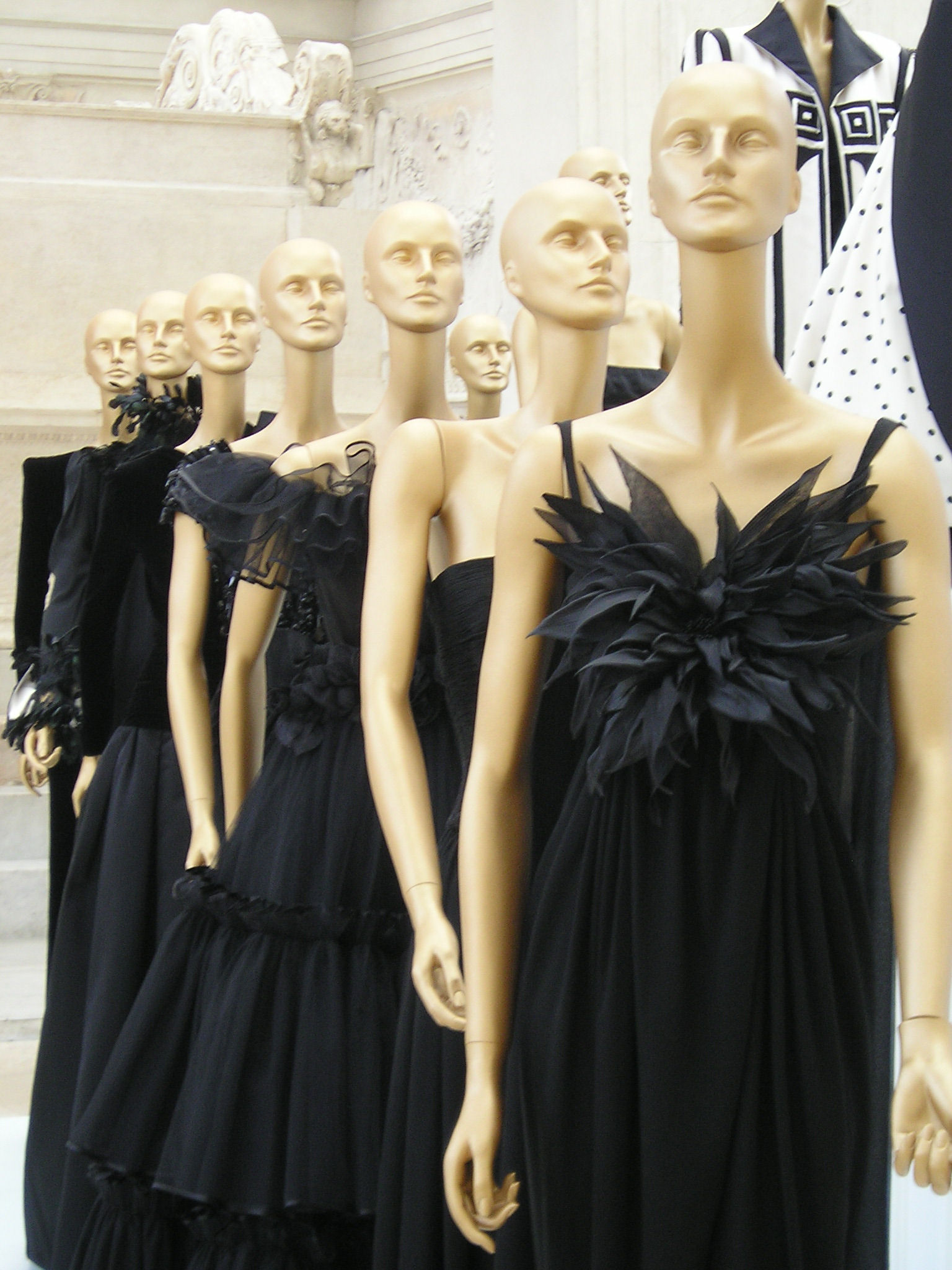
Collectie zwarte jurken van Valentino

Valentino is een gevestigd Italiaans modehuis, gesticht door Valentino Garavani.

## Geschiedenis
Valentino Garavani werd geboren op 11 mei 1932 in Voghera, Italië, een dorpje ten noorden van Milaan. Reeds als klein kind had hij een voorkeur voor verfijning: hij droeg altijd op maat gemaakte schoenen en hield van kasjmieren truien. Op 17-jarige leeftijd verhuisde hij naar Parijs, waar hij zijn eerste baan kreeg op de ontwerpafdeling van Jean Desses.
Eind jaren vijftig vestigde hij zich in Rome. Hier richtte hij zijn eigen modehuis op met haute couture en luxe accessoires. Valentine is uitgegroeid tot een instituut in de Italiaanse en internationale modewereld. Zijn ontwerpen worden gekenmerkt door een klassieke, elegante lijn, vaak in felle kleuren. Valentino is een van de weinigen die officieel tot de haute couture behoren na zijn benoeming door de Chambre Syndicale de la Couture.
In 1968 was Valentino degene die de trouwjurk van Jacqueline Kennedy mocht ontwerpen voor haar huwelijk met Aristoteles Onassis en in 1984 ontwierp hij de uniformen voor de Italiaanse atleten voor de Olympische Spelen. In 2000 ontving hij de Lifetime Achievement Award bij de uitreiking van de prijzen van de Council of Fashion Designers of America.
In 2007 kwamen de aandelen in handen van Red & Black, in dit bedrijf waren private equity bedrijf Permira en de familie Marzotto de enige eigenaren. In 2012 gingen de aandelen over naar Mayhoola, een investeringsfonds gevestigd in Qatar, die er zo'n 850 miljoen dollar voor heeft betaald. In juli 2023 sloot Kering een overeenkomst Mayhoola die een aandelenbelang van 30% in het modemerk zal verkopen. Kering betaalt hiervoor 1,7 miljard euro en heeft verder een optie gekregen om de resterende aandelen ook over te nemen, maar niet later dan 2028. Mayhoola blijft zolang met 70% de enige andere aandeelhouder in Valentino. De verkoop vindt plaats via 211 eigen winkels in 25 landen. Valentino behaalde een omzet van 1,4 miljard euro in 2022 en is zeer winstgevend.